# Shantae (computerspelserie)
Shantae is een serie platformspellen ontwikkeld door WayForward. Het eerste spel in de serie werd in 2002 uitgebracht door Capcom.

## Spellen
Hoofdpersonage in de serie is Shantae, ongeveer 16 jaar oud, half mens en half djinn. Ze woont in een oude vuurtoren aan de rand van het vissersdorp Scuttle Town in Sequin Land en heeft de taak om het dorp te beschermen tegen kwaadaardige wezens. Haar aartsvijand is de vrouwelijke piraat Risky Boots.
In de spellen draait het om verzamelen van nieuwe krachten en voorwerpen, die per spel verschillen. Hiermee wordt Shantae sterker en kan zij nieuwe gebieden betreden. Shantae's belangrijkste wapen is haar lange haar, dat ze als een zweep kan gebruiken om vijanden te verslaan. In de loop van het spel krijgt ze steeds meer dansmogelijkheden waarmee ze in verschillende dieren en mythische wezens kan transformeren.

## Serie
| Jaar | Titel                          | Platform                                                                         |
| ---- | ------------------------------ | -------------------------------------------------------------------------------- |
| 2002 | Shantae                        | Game Boy Color, 3DS, Switch                                                      |
| 2010 | Shantae: Risky's Revenge       | DSi, iOS, Windows, PlayStation 4, Wii U, Switch, PlayStation 5                   |
| 2014 | Shantae and the Pirate's Curse | 3DS, Wii U, Windows, Fire TV, Xbox One, PlayStation 4, Switch                    |
| 2016 | Shantae: Half-Genie Hero       | Windows, PlayStation 4, PlayStation Vita, Wii U, Xbox One, Switch, PlayStation 5 |
| 2020 | Shantae and the Seven Sirens   | Windows, PlayStation 4, Xbox One, Switch                                         |

## Ontvangst
De spellen in de serie zijn tot nu toe steeds positief ontvangen. Het eerste spel raakte wat in de vergetelheid vanwege lage verkoopcijfers. In 2010 kwam de serie opnieuw in de belangstelling met Risky's Revenge. De serie wordt beschouwd als een belangrijke serie voor WayForward.
| Titel                          | Score (platform)                                        |
| ------------------------------ | ------------------------------------------------------- |
| Shantae: Risky's Revenge       | 85 (DS)                                                 |
| Shantae and the Pirate's Curse | 82 (3DS) 75 (PS4) 85 (Wii U) 79 (XOne)                  |
| Shantae: Half-Genie Hero       | 82 (Switch) 81 (PS4) 82 (PSVita) 76 (Windows) 80 (Xone) |